# Fără un sfanț prin Paris și prin Londra
Fără un sfanț prin Paris și prin Londra (în engleză Down and Out in Paris and London) este o carte de memorii din 1933 de George Orwell. A fost tradusă și ca Fluierând a pagubă prin Paris și Londra sau Vagabond prin Paris și Londra. Este prima carte publicată a lui Orwell.

## Traduceri
- Vagabond prin Paris și Londra, traducător Alice Dumitrescu 270 pagini, Editura RAI, 1994 ISBN  973-570-005-0
- Fără un sfanț prin Paris și prin Londra, 272 pagini, Editura Polirom, 2019, ISBN 9789734679485